# Pristotis cyanostigma
Pristotis cyanostigma är en fiskart som beskrevs av Rüppell, 1838. Pristotis cyanostigma ingår i släktet Pristotis och familjen Pomacentridae. Inga underarter finns listade i Catalogue of Life.